# Adèle de France (née avant 898)
Pour les articles homonymes, voir Adèle de France.
Adèle de France, née avant 898, est la fille de Robert Ier, futur comte de Paris puis roi des Francs, et de sa première épouse Aélis du Maine.
Avant 907, son père lui fait épouser Herbert II de Vermandois et elle devient ainsi comtesse de Vermandois, de Soissons et de Meaux. Afin de renforcer cette alliance, son père épouse également en secondes noces Béatrice de Vermandois, sœur d'Herbert II.

## Mariage et enfants
Elle épouse avant 907 Herbert II de Vermandois, comte de Vermandois, de Soissons et de Meaux, avec qui elle a plusieurs enfants :
- Eudes de Vermandois (° v. 915 - † apr. 946), comte d'Amiens ;
- Adèle de Vermandois († 960), mariée en 934 ou 935 à Arnoul Ier dit « Arnoul le Grand » (° 890 † 965), comte de Flandre ;
- Herbert III d'Omois dit le Vieux (° entre 910 et 926 - † entre 983 et début 985), comte d'Omois et abbé laïc de Saint-Médard de Soissons en 943 ;
- Hugues de Reims (° 920 - † 962), comte et archevêque de Reims ;
- Liutgarde de Vermandois (° avant 925 - † 14 novembre après 985), mariée vers 935 à Guillaume Ier Longue-épée († 942), duc de Normandie ; puis entre 944 et 945 à Thibaud Ier le Tricheur († 975), comte de Blois ;
- Robert Ier de Meaux († apr. 19 juin 966), comte de Meaux en 943 et de Troyes en 956 à la mort du père de sa femme ;
- Albert Ier de Vermandois († 8 septembre 987), comte de Vermandois et abbé laïc de Saint-Quentin en 943 ;
- probablement Guy Ier de Vermandois († après 986), comte de Soissons.